# 圣普鲁昂
圣普鲁昂（法語：Saint-Prouant，法語發音：[sɛ̃ pʁuɑ̃]）是法国卢瓦尔河地区大区旺代省的一个市镇，位于该省东部，属于永河畔拉罗什区。

## 地理
圣普鲁昂（46°45'30"N, 0°57'25"W）面积12.86 平方千米，位于法国卢瓦尔河地区大区旺代省，该省份为法国西部沿海省份，北起大西洋卢瓦尔省和曼恩-卢瓦尔省，西临大西洋，南至滨海夏朗德省，东部及东南部与德塞夫勒省接壤。
与圣普鲁昂接壤的市镇（或旧市镇、城区）包括：勒布佩尔、蒙西雷涅、穆尚、罗什特勒茹、圣日耳曼德普兰赛、锡古尔奈。
圣普鲁昂的时区为UTC+01:00、UTC+02:00（夏令时）。

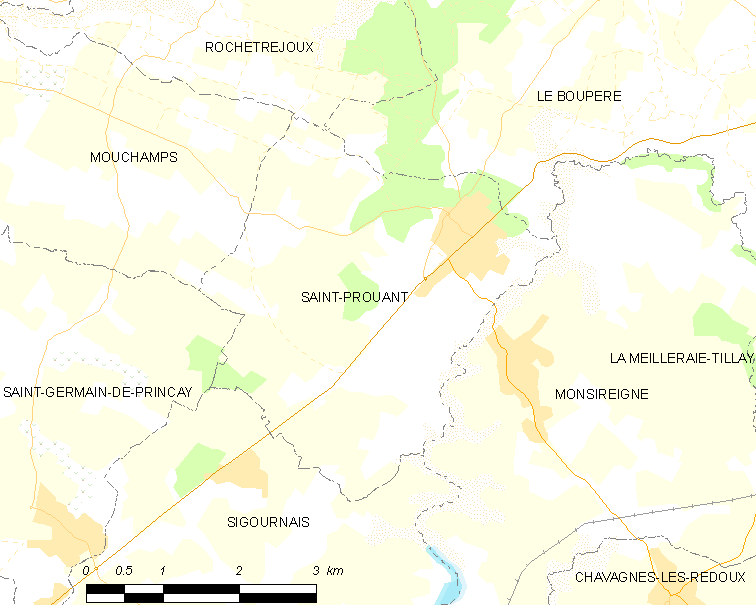
圣普鲁昂的OSM定位图

## 行政
圣普鲁昂的邮政编码为85110，INSEE市镇编码为85266。

## 政治
圣普鲁昂所属的省级选区为尚托奈县。

## 交通
旺代省省道D23线、D26线、D113线、D126线和D960B线在境内交汇。

## 人口

1962-2008年间圣普鲁昂人口变化图示

圣普鲁昂于2022年1月1日时的人口数量为1671人。